# Mersin Spor Kulübü
Il Mersin Spor Kulübü è una società di pallacanestro maschile di Mersina, in Turchia.

## Storia
Dopo il fallimento del Mersin Büyükşehir Belediyesi Spor Kulübü nel 2018, nel 2019 il Mersin MSK è stato fondato come suo successore.

## Roster 2023-2024
Aggiornato al 28 settembre 2024.
|    | Naz.                                           | Ruolo | Sportivo           | Anno | Alt. | Peso |  |
| -- | ---------------------------------------------- | ----- | ------------------ | ---- | ---- | ---- |  |
| 0  | Regno Unito (bandiera)                         | C     | Gabriel Olaseni    | 1991 | 210  | 104  |  |
| 1  | Stati Uniti (bandiera) · Montenegro (bandiera) | P     | Justin Cobbs       | 1991 | 191  | 91   |  |
| 3  | Stati Uniti (bandiera) · Porto Rico (bandiera) | A     | Isaiah Piñeiro     | 1995 | 201  | 100  |  |
| 5  | Turchia (bandiera)                             | AG    | Emre Tanışan       | 1999 | 206  |      |  |
| 6  | Turchia (bandiera)                             | P     | Kartal Özmızrak    | 1995 | 188  | 74   |  |
| 8  | Turchia (bandiera)                             | G     | Berkay Sinirlioğlu | 1994 | 193  |      |  |
| 9  | Messico (bandiera)                             | G     | Francisco Cruz     | 1989 | 191  | 98   |  |
| 12 | Stati Uniti (bandiera)                         | PG    | Gerel Simmons      | 1993 | 188  | 85   |  |
| 16 | Turchia (bandiera)                             | PG    | Rafi Ömer Oralkan  | 2005 |      |      |  |
| 21 | Lituania (bandiera)                            | C     | Evaldas Kairys     | 1990 | 207  | 105  |  |
| 23 | Turchia (bandiera)                             | AP    | Canberk Kuş        | 1996 | 198  | 94   |  |
| 33 | Turchia (bandiera)                             | A     | Tevfik Akdamar     | 1994 | 202  |      |  |

### Staff tecnico
- Allenatore:  Can Sevim
- Assistenti:  Ali Ruhi Balkanlı,  Oğuzhan Bakır,  Cihan Gündüz,  Doğan Gökmen Şahin